# إصدار محثوث

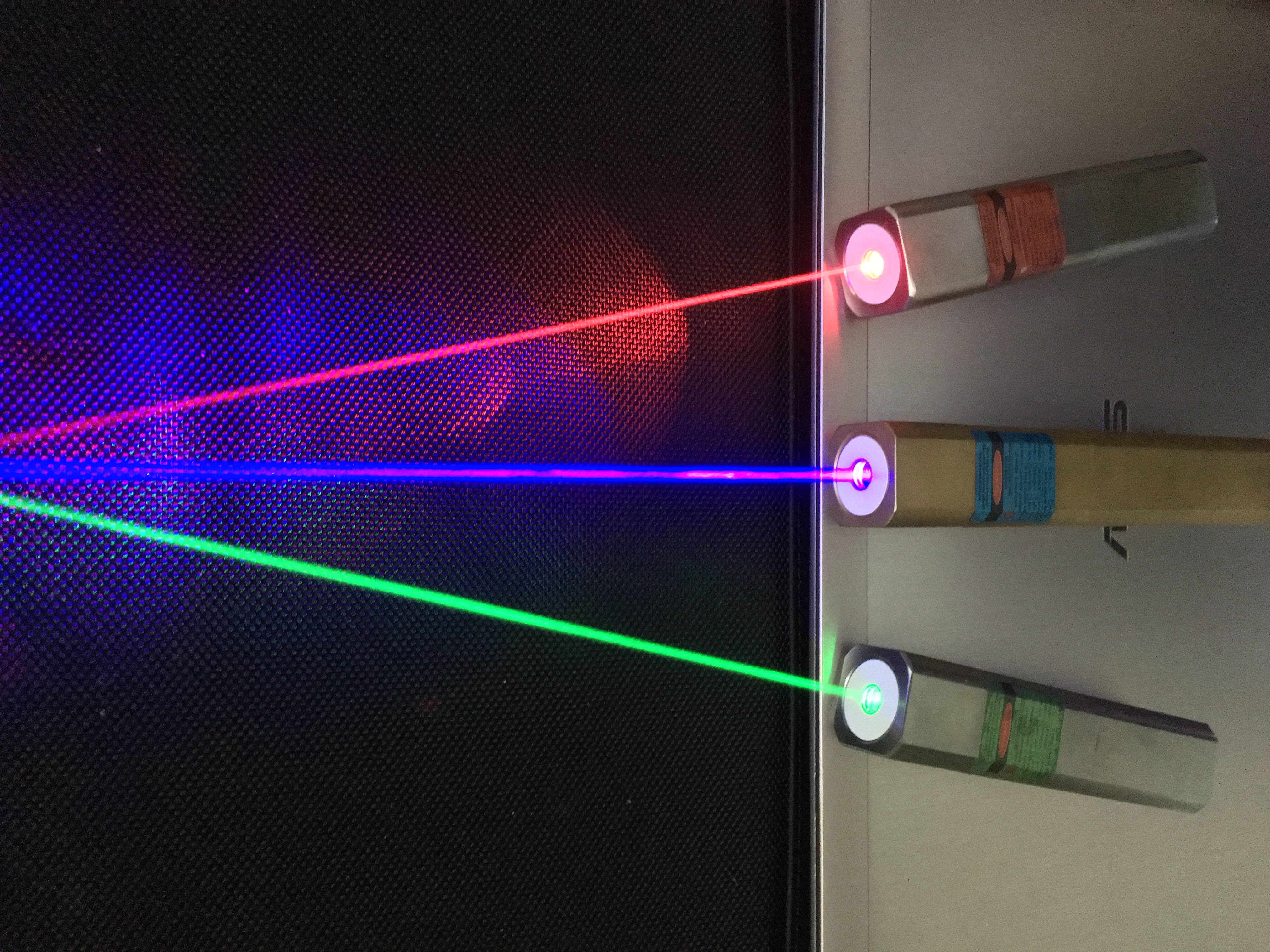
(ليزر) إصدار منبه

الإصدار المُنبَّه أو الانبعاث المستحث (بالإنجليزية: Stimulated emmission)‏ في علم الضوء والفيزياء الذرية هو عملية تصدر خلالها الذرة فوتونا بتأثير فوتون خارجي بالمواصفات المناسبة يحثها على الهبوط إلى حالة كمومية منخفضة. ويبقى الفوتون المؤثر خلال تلك العملية محتفظا بخصائصه ولا يتغير وفي نفس الوقت يصدر الفوتون الثاني ويكون له نفس خصائص الفوتون المؤثر من وجهة أن يكون له نفس التردد ونفس الطور الموجي ونفس الاستقطاب ونفس الاتجاه . فإذا أمكن أن تنعكس الفوتونات الناتجة بحيث أن تتخلل نفس النوع من الذرات أو الوسط المصدر للفوتونات مرات عديدة ينتج عن ذلك شلال من الفوتونات المتماثلة، وهذا هو الليزر .
هذه الظاهرة يمكن تفسيرها بميكانيكا الكم كما يمكن تفسيرها بالميكانيكا الكلاسيكية بتأثير المجال الكهرومغناطيسي . وتعتبر تلك العملية عملية تضخيم ضوئية ينتج عنها أشعة الليزر والمازر .
نظرة تاريخية
كان أول من أشار لوجود الانبعاث المستحث هو الفيزيائي الألماني الأمريكي البرت اينشتين.

## تفسير الظاهرة
يشكل التآثر بين الإلكترونات والمجال الكهرومغناطيسي من الأعمدة التي تساعدنا على فهم الكيمياء والفيزياء . فالإلكترونات تحمل طاقة تعتمد على بعدها عن النواة في الذرة . إلا أن الظاهرة الكمومية تسمح للإلكترونات باتخاذ مستويات محددة للطاقة في المدارات (كما هو موضح في الشكل):
يبين هذا الشكل من اليسار إلى اليمين مراحل إثارة الذرة بفوتون قادم من الخارج وتوجد الذرة في حالة إثارة، حيث يشغل أحد إلكتروناتها مستوي عاليا من مستويات الطاقة E2 . وطبقا لما وجده العالم بأولى وصاغه في مبدئه المعروف ب مبدأ باولي للاستبعاد أن لإلكترونات في الذرة لا تشعل كلها مدارا أو غلافا واحدا في الذرة وإنما تتوزع في مدارات بعضها فوق البعض . والمدارات الخارجية في الذرة تحمل طاقات أعلى . وعندما يكتسب إلكترونا من إلكترونات الذرة طاقة عن طريق امتصاص ضوء (فوتون) أو حرارة (فونون) فإنه يبتعد عن النواة ويشغل أحد المدارات العليا ذات طاقة محددة أكبر. وهذا يؤدي إلى إصدار فوتون يظهر لنا في المطياف في هيئة خط من الضوء ذي لون محدد، يعتمد على طاقة الفوتون (تردد الشعاع ).
ووجود الإلكترون في تلك الحالة المثارة لاتستمر طويلا، فسرعان ما يقفز إلى مداره الأصلي وفي المتوسط يبقى الإلكترون في الحالة الإثارة لمدة تُعرف بنصف العمر حيث يقفز خلالها نصف عدد الإلكترونات المثارة إلى مداراتهم الأصلية، وهذا يعرف بالتحلل الإشعاعي . وخلال ذلك التحلل ونزول الإلكترون من الحالة المثارة E2 إلى حالته العادية E1 يصدر الإلكترون فرق طاقتي الحالتين في هيئة فوتون أو فونون . فإذا نجحنا في إثارة عدد كبير من الإلكترونات وتركناهم لفترة زمنية، يكون اصدارهم لفوتونات لها نفس التردد أو نفس طول الموجة، ولكنهم لن يكونوا نفس الطور الموجي .
وإذا أثرنا على الذرات بفوتونات خارجية (مثل مجال كهرومغناطيسي خارجي) فإن ذلك التأثير يعمل على تحفيز الإلكترونات للقفز إلى المستوي المنخفض للطاقة E1 . وعندما تفعل ذلك في وجود الفوتون الخارجي فهي تصدر الفوتونات بحيث يكون لها نفس الطور الموجي للفوتون المؤثر أو المنبه (يكونان في حالة رنين ). وهذا هو الإصدار المنبه .

## معدل الإصدار المنبه
نبدأ صياغة المعادلة التي تصف الإصدار المنبه باعتبار إحدى الذرات التي يمكنها اتخاذ حالتين لطاقة الإلكترونات : أحدهما الحالة الأرضية E1 ، والأخرى الحالة المثارة E2 . فإذا وجدت الذرة في حالة الإثارة فقد تتحلل باصدار فوتونا تلقائيا، بحيث يحمل الفوتون فرق طاقتي الحالتين، أي يكون تردد موجته ν وطاقته h.ν حسب العلاقة :
{\displaystyle E_{2}-E_{1}=h\nu }
حيث :
h ثابت بلانك
ومن ناحية أخرى إذا أثرنا على الذرة المثارة بواسطة المجال الكهرومغناطيسي لفوتون من الخارج، بحيث يكون الفوتون الخارجي له نفس التردد ν فهي تصدر فوتونا آخرا بنفس تردد الفوتون المؤثر ويكون الاثنان في نفس الطور الموجي (إصدار منبه ).
وبافتراض مجموعة من الذرات المثارة N يكون معدل الإصدار المنبه :
{\displaystyle {\frac {\partial N}{\partial t}}=-B_{21}\rho (\nu )N}
حيث:
B21 ثابت التناسب لهذا الانتقال بعينه ويسمى معامل B لأينشتين،
( ρ(ν كثافة الإشعاع لفونونات ذات تردد ν .
أي أن معدل الإصدار يتناسب تناسبا طرديا مع عدد الذرات الموجودة في حالة إثارة وعدد الفوتونات المؤثرة.
وقد استغلت تلك الظاهرة في تضخيم الأشعة واصدارها بكثافة كبيرة مثلما يحدث في الليزر.